# András Áchim
András Liker Áchim (ur. 1871, zm. 1911) – węgierski polityk chłopski i socjalistyczny, rzecznik przekazania ziemi w ręce chłopów, założyciel ugrupowania Magyarországi Független Szocialista Parasztpárt. Zamordowany w 1911 roku.